# Shadhavar

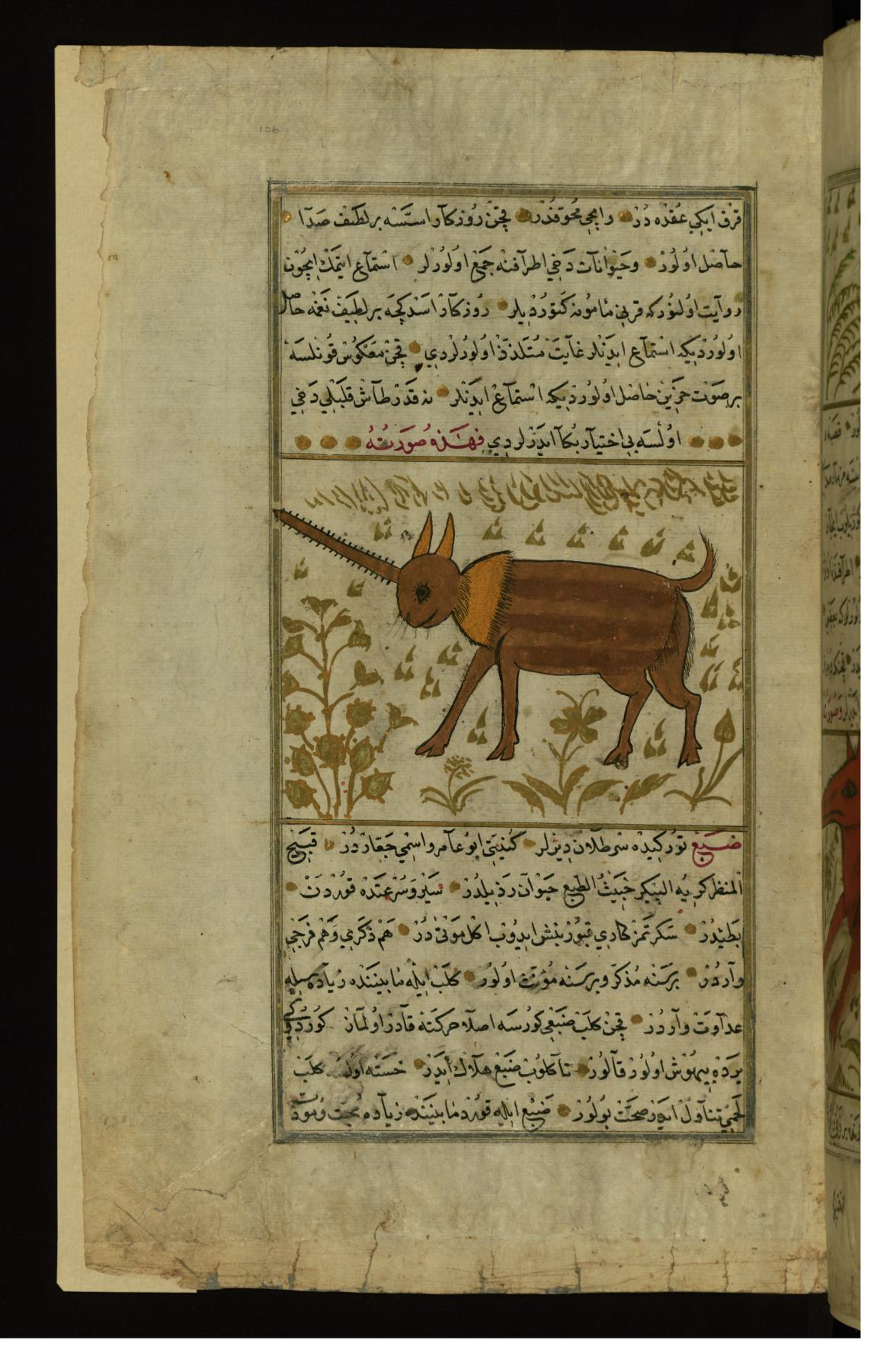
Esta publicación del manuscrito de Walters W659 muestra al Aras, un animal con un cuerno.

Shâd'havâr (en árabe: شادهوار) o Âras (آرس) es una criatura legendaria de los bestiarios musulmanes medievales que se asemeja a un unicornio. Al-Qazwini dijo que vive en el país de Rūm (imperio Bizantino) y que tiene un cuerno con 42 ramas huecas que, cuando el viento pasa a través de ellas, produce un sonido agradable que hace que los animales se sienten y escuchen. Los cuernos de esas criaturas, a veces regalados a reyes, pueden tocarse como flautas. Cuando se tocan en un lado, producen un sonido alegre, y cuando el otro, la música es tan triste que hace llorar a la gente.
El erudito Al-Damiri declaró un número mayor de ramas a 72 y al-Mustawfi hizo de shadhavar un fértil carnívoro. El cambio puede explicarse como resultado de fusionar su descripción con otra criatura de Qazwini, los Sirânis (سيرانس), un depredador que toca música para atraer a sus víctimas. G. Jacob señaló similitudes entre los sirânis y las sirenas de la Mitología griega.